# Diaethria adelographa
Diaethria adelographa är en fjärilsart som beskrevs av Charles Oberthür 1916. Diaethria adelographa ingår i släktet Diaethria och familjen praktfjärilar. Inga underarter finns listade i Catalogue of Life.